# Жимолость настоящая
Жи́молость настоя́щая, или Жимолость обыкнове́нная, или Жимолость лесна́я (лат. Lonicera xylosteum), — кустарник, вид рода Жимолость (Lonicera) семейства Жимолостные (Caprifoliaceae). В диком виде встречается в Северной, Центральной и Восточной Европе, на Урале и в Западной Сибири. Растёт в подлеске хвойных и смешанных лесов, в зарослях кустарника в оврагах и возле рек. Культивируется как декоративное растение. Плоды ядовиты, в связи с чем жимолость настоящая (как и некоторые другие растения с ядовитыми плодами) известна также под названием волчьи ягоды.

## Ботаническое описание

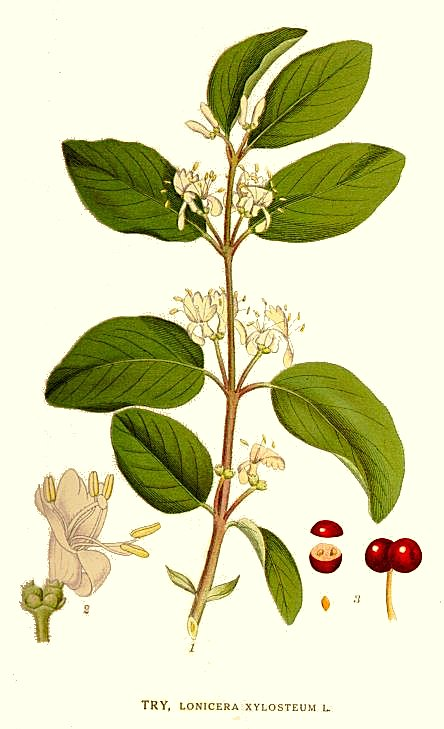
Жимолость настоящая.

Листопадный кустарник высотой до 2,5 м.
Молодые побеги зелёного или красноватого цвета, на старых кора серая или буровато-серая.
Листья длиной 3—7 см, шириной 2—5 см, супротивные, эллиптической формы, коротко заострённые, цельнокрайные. Верхняя сторона листовой пластинки тёмно-зелёная, матовая, нижняя — сероватая, густо опушённая мягкими волосками. Центральная жилка листа фиолетовая.
Цветки растут парами в пазухах листьев. Венчики длиной 10—15 мм, желтовато-белые, к концу цветения желтеют. Время цветения — май—июнь.
Плоды — сочные, тёмно-красные, шарообразные, часто бывают сросшимися у основания; созревают в конце июля. Ядовиты: в отличие от плодов некоторых других видов этого рода, например, жимолости голубой (Lonicera caerulea), содержат ксилостеин.

## Применение
Жимолость настоящая иногда культивируется как декоративное растение. Хорошо переносит стрижку.
Даёт медоносным пчёлам много нектара и пыльцу.
Очень твёрдая желтоватая древесина используется для изготовления мелких поделок.

## Классификация

### Таксономия
Lonicera xylosteum  L., 1753, Sp. Pl.: 174
Вид Жимолость настоящая относится к роду Жимолость (Lonicera) семейства Жимолостные (Caprifoliaceae) порядка Ворсянкоцветные (Dipsacales). Кладограмма в соответствии с Системой APG IV по состоянию на декабрь 2023 года:
|  |                                      |  |                                   |                                   |                       |  | ещё 1 семейство | ещё 1 семейство |                     |  |  |  | еще 194 подтвержденных вида и 113 видов, ожидающих подтверждения |
|  |                                      |  |                                   |                                   |                       |  | ещё 1 семейство | ещё 1 семейство |                     |  |  |  | еще 194 подтвержденных вида и 113 видов, ожидающих подтверждения |
|  |                                      |  |                                   | порядок Ворсянкоцветные           |                       |  |                 |                 | род Жимолость       |  |  |  |                                                                  |
|  |                                      |  |                                   | порядок Ворсянкоцветные           |                       |  |                 |                 | род Жимолость       |  |  |  |                                                                  |
|  | отдел Цветковые, или Покрытосеменные |  |                                   |                                   | семейство Жимолостные |  |                 |                 | Жимолость настоящая |  |  |  |                                                                  |
|  | отдел Цветковые, или Покрытосеменные |  |                                   |                                   | семейство Жимолостные |  |                 |                 |                     |  |  |  |                                                                  |
|  |                                      |  | ещё 63 порядка цветковых растений | ещё 63 порядка цветковых растений |                       |  |                 | ещё 28 родов    | ещё 28 родов        |  |  |  |                                                                  |
|  |                                      |  |                                   | ещё 63 порядка цветковых растений |                       |  |                 |                 | ещё 28 родов        |  |  |  |                                                                  |

### Синонимы

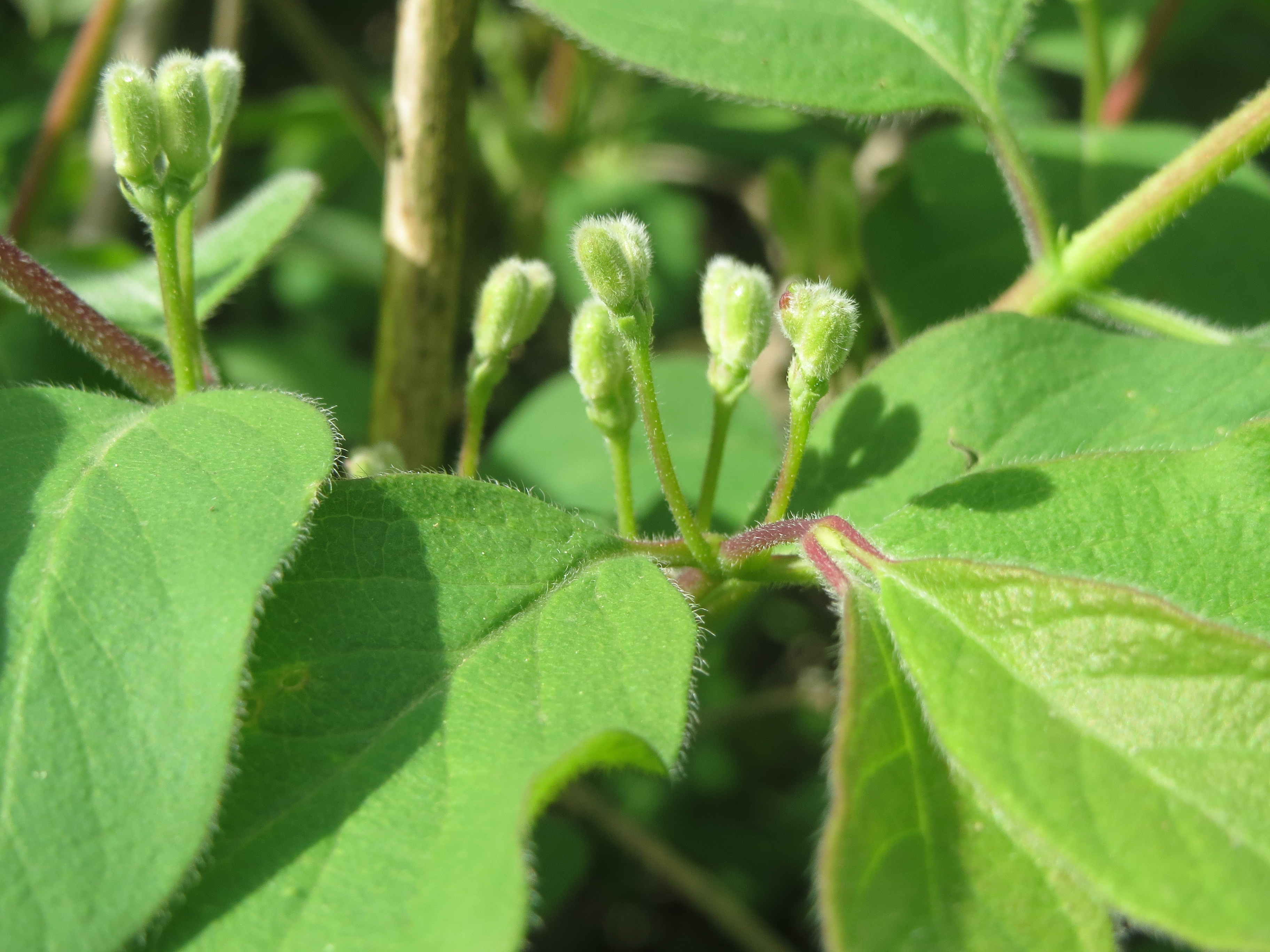
Бутоны
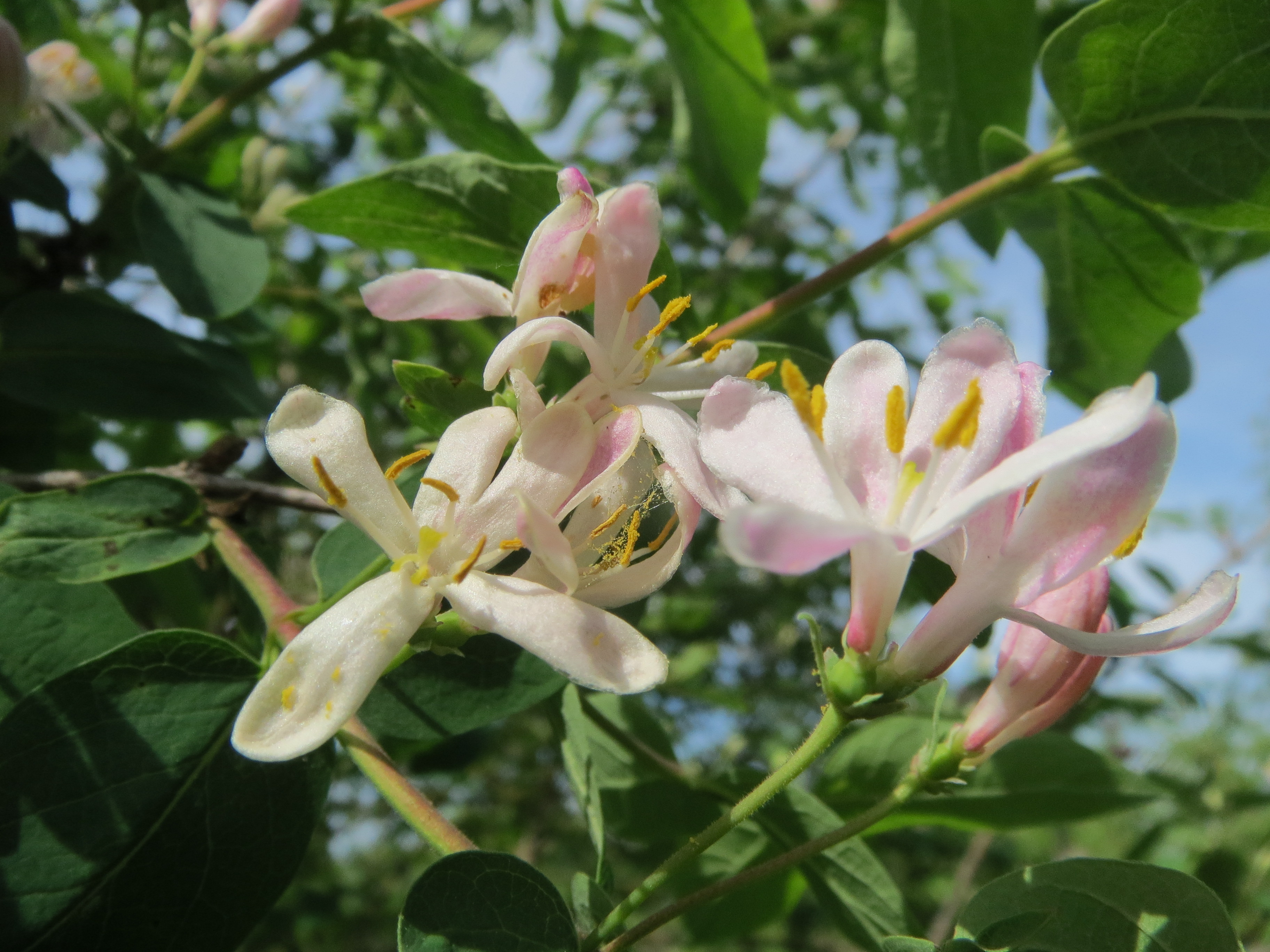
Цветки
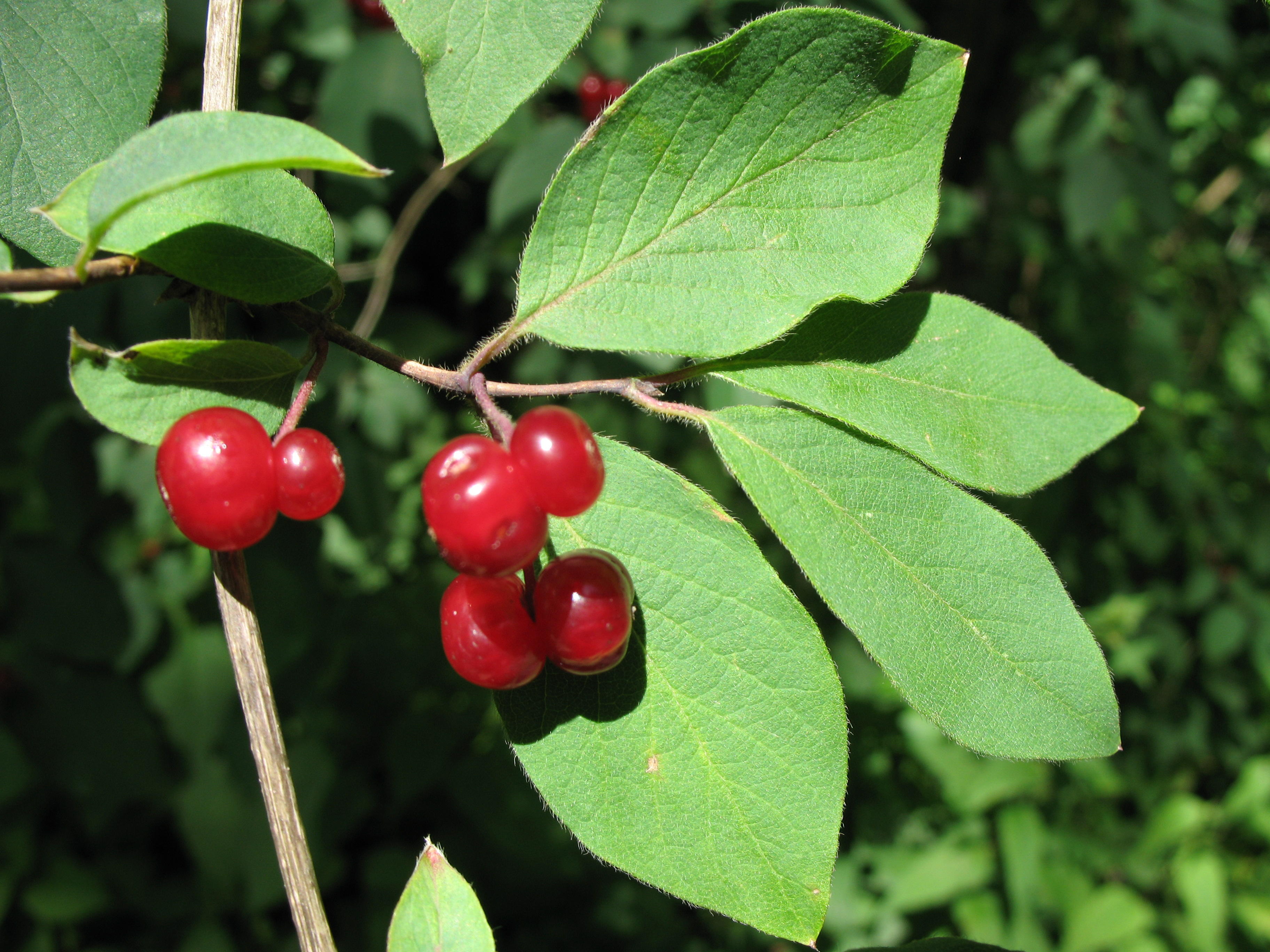
Плоды

- Caprifolium dumetorum Lam.
- Caprifolium xylosteum Gaertn.
- Chamaecerasus dumetorum Delarbre
- Chamaecerasus xylosteum Medik.
- Euchylia villosa Dulac
- Lonicera dumetorum Pers.
- Lonicera ochroleuca St.-Lag.
- Lonicera rubra Gilib.

- Бутоны
- Цветки
- Плоды